# Mira Kuś
Mira Kuś, właśc. Mirosława Kuś (ur. 30 grudnia 1948 w Gorlicach) – polska poetka, publicystka, członkini Stowarzyszenia Pisarzy Polskich.

## Życiorys
Ukończyła fizykę na Uniwersytecie Jagiellońskim. Publikowała m.in. w paryskiej „Kulturze”, „Twórczości”, „Zeszytach Literackich”, „Odrze”, „Znaku”, „Więzi”, „NaGłosie”, „Dekadzie Literackiej”. Przekłady jej wierszy ukazują się w prasie zagranicznej, głównie w Niemczech i USA, a także w Hiszpanii, Rosji, Macedonii, Chorwacji, Bułgarii, Słowenii, na Węgrzech i na Ukrainie oraz zostały zamieszczone w paru europejskich (Rosja, Węgry, Niemcy) i amerykańskich (USA) wyborach poetów polskich oraz poetów Europy Środkowej i Wschodniej (USA).
Jest laureatką wielu konkursów, zdobyła m.in. I nagrodę w Ogólnopolskim Konkursie Poetyckim „O Jaszczurowy Laur” (Kraków, 1976), I nagrodę w Ogólnopolskim Konkursie Satyrycznym Trzeciego Programu Polskiego Radia (ogłoszonym przez programy „Powtórka z rozrywki” i „60 minut na godzinę”), wyróżnienie w III Ogólnopolskim Konkursie im. Czesława Janczarskiego (twórczość dla dzieci). Stypendystka m.in. Ministerstwa Kultury i Dziedzictwa Narodowego, fundacji Literarisches Colloquium Berlin w Berlinie, rządu Szwecji na Gotlandii.
Była redaktorką czasopisma dla dzieci „Główkolandia”. Piosenki do jej tekstów śpiewają m.in. Skaldowie. Zajmuje się również krytyką literacką, a także pisuje w prasie, najczęściej na tematy związane z nauką. Jest wnuczką Franciszka Kusia. Mieszka w Krakowie.

## Twórczość
- Wiersze, Kraków 1978,samizdat w sześciu numerowanych egzemplarzach,okładka:prof.Krystyna Wróblewska
- Gdzieś jest ta oaza, Wydawnictwo Literackie, Kraków 1981
- Natura daje mi tajemne znaki, Warszawa 1988
- Rajski pejzaż, Baran i Suszczyński, Kraków 1995
- Przekłady z zieleni, Wydawnictwo Plus, Kraków 2001
- O, niebotyczna góro garów, Wydawnictwo Plus, Kraków 2004
- Między tym a tamtym brzegiem, Collegium Columbinum, Kraków 2010
- Beneath an Avalanche of Waking, chapbook of Mid-American Review, volume XXXI, Number 2, ISSN 0747-8895, 2011
- Zioła i amaranty. Wybór wierszy, Księgarnia Akademicka, Kraków 2012
- Żywi z Vistula River czyli Epitafia dla Przyjaciół, Znajomych, Znanych, Efemeryczna Misja Kosmiczna Art eMKa, Kraków 2016
- Zagubione słowa, Efemeryczna Misja Kosmiczna Art eMKa, Kraków 2017
- ZZa wiśniowych zasieków, Efemeryczna Misja Kosmiczna Art eMKa, Kraków 2019

Publikuje również opowiadania i bajki dla dzieci (m.in. w podręcznikach szkolnych oraz przewodnikach dla nauczycieli nauczania początkowego).